# Margarete (England, 1275)

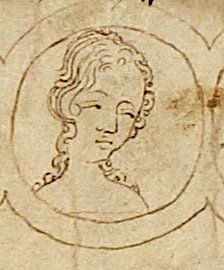
Margarete, Herzogin von Brabant. Buchmalerei aus dem frühen 14. Jahrhundert

Margarete (englisch Margaret), Herzogin von Brabant (* März 1275 oder 11. September 1275; † 1318 oder um 1333) war eine englische Königstochter. Durch Heirat wurde sie Herzogin von Brabant.
Margarete entstammte der Familie Plantagenet. Sie war eine jüngere Tochter des englischen Königs Eduard I. und dessen Frau Eleonore von Kastilien. Bereits 1278 führte ihr Vater Verhandlungen über eine Heirat von ihr mit Johann, dem ältesten Sohn von Herzog Johann I. von Brabant. Die Verhandlungen wurden rasch erfolgreich abgeschlossen, doch erst als die Brautleute fünfzehn Jahre alt waren, wurden sie am 8. Juli 1290 in Westminster Abbey verheiratet. Bis zu diesem Zeitpunkt lebte Margaret zusammen mit ihren Geschwistern in einem eigenen Haushalt am Königshof. Auch nach der Heirat lebte Margarete weiter in England, wo ihr Mann sie regelmäßig besuchte. Erst 1292 reiste sie nach Brabant, doch mehrfach kehrte sie danach zu Besuchen nach England zurück. Mit ihrem Mann hatte sie mehrere Kinder, darunter Johann III. (1300–1355), der 1312 seinem Vater als Erbe seines Vaters Herzog von Brabant wurde. Dennoch galt die Ehe nicht als glücklich, denn ihr Mann hatte mehrere Geliebte, deren Kinder in seinem Haushalt lebten. Dennoch festigte die Heirat das Bündnis zwischen England und Brabant und führte dazu, dass Johann II., der 1294 seinem Vater als Herzog nachgefolgt war, seinen Schwiegervater im Französisch-Englischen Krieg von 1294 bis 1298 unterstützte. Im Januar 1308 reiste Margarete mit ihrem Mann nach Boulogne, wo ihr Bruder Eduard II. eine französische Prinzessin heiratete und dem französischen König für seine französischen Besitzungen huldigte. Danach reiste sie zur Krönung ihres Bruders nach Westminster. Nach dem Tod ihres Mannes 1312 hatte sie als Herzoginwitwe während der Minderjährigkeit ihres Sohnes keine größere politische Bedeutung mehr. Sie wurde nach ihrem Tod 1318 in der Kathedrale St. Michael und St. Gudula in Brüssel begraben. Nach anderen Angaben soll sie erst um 1333 gestorben sein.